# Стогін чорної змії
«Стогін чорної змії» (англ. Black Snake Moan) — мелодрама американського режисера та сценариста Крейга Брюера. Дата виходу: 2 березня 2007 року (США)

## Сюжет
Богобоязлива людина бере до себе на виховання молоду дівчину, страждаючу типовими проблемами перехідного віку, що накликають на собі всю чергу можливих неприємностей. Шукаючи, але не знаходячи собі близької людини, вона заглиблюється в свої думки, переповнені депресивним вмістом. Помічаючи це, її вихователь бажає вилікувати підопічну, показавши, що життя не так вже і погане.

## У ролях
- Семюел Л. Джексон — Лазарус Редд (Lazarus Redd)
- Крістіна Річчі — Рей Дул (Rae Doole)
- Джастін Тімберлейк — Ронні Морган (Ronnie Morgan)
- Джон Котрен-молодший — Р.Л. (R.L.)
- Епата Меркерсон — Анжела (Angela)
- Девід Баннер — Теронн (Tehronne)
- Кім Річардс — Сенді Дул (Sandy Doole)
- Сан Хаус (архівні кадри)
- Майкл Реймонд-Джеймс — Гілл Мортон (Gill Morton)
- Адріан Ленокс — Роуз Вудс (Rose Woods)
- Леонард Л. Томас — Дікі Вудс (Deke Woods)
- Джефф Поуп — Бетсон (Batson)
- Клер Грант — Келл (Kell)
- Чарльз "Скіп" Піттс — Чарлі (Charlie)